# Vagarsjak Ter-Vaganjan
Vagarsjak Arutionovitj Ter-Vaganjan (ryska: Вагаршак Арутюнович Тер-Ваганян, armeniska: Վաղարշակ Հարությունի Տեր-Վահանյան: Vagharsjak Harutjuni Ter-Vahanjan), född 1893 i Kartjevan i dåvarande guvernementet Jelizavetpol i Kejsardömet Ryssland, död 25 augusti 1936 i Moskva, var en sovjetisk bolsjevikisk politiker av armenisk börd.

## Biografi
Vagarsjak Ter-Vaganjan blev medlem i Rysslands socialdemokratiska arbetareparti år 1912 och kom att tillhöra vänsteroppositionen och stödde Trotskij.
I samband med den stora terrorn greps Ter-Vaganjan och åtalades vid den första Moskvarättegången den 19–24 augusti 1936; han erkände bland annat att han hade konspirerat för att mörda högt uppsatta partifunktionärer. Ter-Vaganjan dömdes till döden och avrättades genom arkebusering den 25 augusti 1936.
Ter-Vaganjan rehabiliterades år 1988.